# NGC 4045
NGC 4045 este o galaxie activă situată în constelația Fecioara. A fost descoperită în 20 decembrie 1784 de către William Herschel. Se află la o distanță de 32,96 de megaparseci de Pământ.